# Telipna kayonza
Telipna kayonza är en fjärilsart som beskrevs av Jackson 1969. Telipna kayonza ingår i släktet Telipna och familjen juvelvingar. Inga underarter finns listade i Catalogue of Life.